# Estret de Geòrgia
L'estret de Geòrgia (en anglès, Strait of Georgia o Georgia Strait; entre 1800-65, Gulf of Georgia) és un estret marí de la costa occidental d'Amèrica del Nord que separa l'Illa de Vancouver, de la part continental. Les seues aigües i riberes pertanyen en la seua majoria a la Colúmbia Britànica, Canadà, encara que la part més meridional pertany a l'estat de Washington, Estats Units.

## Geografia
En l'estret es troben el grup de les illes del Golf i la ciutat de Vancouver que és el port principal de l'estret. Té uns 240 quilòmetres de longitud i en la part meridional s'eixampla esdevenint una veritable badia o golf que acaba en la intersecció amb el Puget Sound i l'estret de Juan de Fuca. Al nord, l'estret acaba a l'estret de Johnstone i en les embocadures dels entrants o badies de Bute (Bute Inlet) i Desolació (Desolation Sound). L'amplada varia des 18,5 km fins als 55 km
El conjunt format per l'estret de Geòrgia, l'estret de Juan de Fuca i el Puget Sound, és anomenat de forma informal com el «mar dels Salish» (en anglès, Salish Sea) com un tribut a les poblacions indígenes d'aquesta regió.

### Entrants de mar de l'estret de Geòrgia
Els principals braços o entrants de mar de l'estret són els següents:
- Burrard Inlet;
- Howe Sound;
- Jervis Inlet;
- Desolation Sound;
- Toba Inlet;
- Bute Inlet.

## Illes de l'estret de Geòrgia
Les principals illes de l'estret són els següents:
- Illa de Vancouver
- Illes del Golf
- Illes del Golf del Sud: illes principals: Illa Saltspring, illa Gabriola, illa Galiano, illa Pender i illa de Valdés
- Illes del Golf del Nord: illes principals: Illa Texada, illa Hornby i illa Lasqueti

## Història

### Primeres Nacions
Les ribes de l'estret de Geòrgia han estat habitades des de fa milers d'anys per diverses poblacions d'amerindis del Canadà que formaven part del grup salish de la costa.

### L'Arribada dels Europeus
Els primers europeus que van explorar l'estret eren part de l'expedició liderada pel pilot José María Narváez a 1791. Un oficial de l'expedició, anomenat Francisco de Eliza, va nomenar l'estret com Gran Canal de La nostra Senyora del Rosari la Marinera, nom abreujat en els cartes espanyoles com Canal del Roser.
El capità britànic George Vancouver el va explorar en el retorn de la seva expedició de 1792 i li va donar el nom de Gulphe of Georgia (modernitzat com Gulf of Georgia a 1800) en homenatge al rei George III. Aquest nom es va mantenir en ús fins a 1865, quan va ser corregit per iniciativa del capità George Henry Richards pel d'estret de Geòrgia.